# Загорчева, Гинка
Гинка Серафимова Загорчева-Бойчева (болг. Гинка Серафимова Загорчева-Бойчева; род. 12 апреля 1958, Раковски, Пловдивская область) — болгарская легкоатлетка, специалистка по барьерному бегу и спринту. Выступала за сборную Болгарии по лёгкой атлетике в 1975—1990 годах, обладательница бронзовой медали Игр доброй воли, чемпионка мира, серебряная и бронзовая призёрка чемпионата Европы, победительница Всемирной Универсиады, бывшая рекордсменка мира в беге на 100 метров с барьерами, участница летних Олимпийских игр в Сеуле.

## Биография
Гинка Загорчева родилась 12 апреля 1958 года в городе Раковски, Болгария.
Впервые заявила о себе на международном уровне в сезоне 1975 года, когда вошла в состав болгарской сборной и выступила в беге на 100 метров с барьерами на юниорском европейском первенстве в Афинах.
В 1982 году бежала 100 метров с барьерами на взрослом чемпионате Европы в Афинах, финишировала в финале восьмой.
В 1983 году в стала четвёртой в 60-метровом барьерном беге на чемпионате Европы в помещении в Будапеште. Участвовала во впервые проводившемся чемпионате мира по лёгкой атлетике в Хельсинки — завоевала бронзовую награду в 100-метровом барьерном беге, тогда как в эстафете 4 × 100 метров заняла четвёртое место. Также в этом сезоне в барьерах показала третий результат на Кубке Европы в Лондоне.
Рассматривалась в качестве кандидатки на участие в летних Олимпийских играх 1984 года в Лос-Анджелесе, однако Болгария вместе с другими странами восточного блока бойкотировала эти соревнования по политическим причинам. Вместо этого Загорчева выступила на альтернативном турнире «Дружба-84» в Праге, где в барьерном беге на 100 метров с барьерами пришла к финишу шестой.
В 1985 году в беге на 60 метров с барьерами стала пятой на Всемирных легкоатлетических играх в помещении в Париже и второй на чемпионате Европы в помещении в Пирее. Будучи студенткой, представляла Болгарию на Всемирной Универсиаде в Кобе — здесь одержала победу в беге на 100 метров с барьерами и стала бронзовой призёркой в эстафете 4 × 100 метров. Кроме того, превзошла всех соперниц на Кубке Европы в Москве. На Кубке мира в Канберре была второй в барьерах и третьей в эстафете.
В 1986 году дошла до полуфинала на чемпионате Европы в помещении в Мадриде, выиграла бронзовую медаль на Играх доброй воли в Москве. На чемпионате Европы в Штутгарте дважды поднималась на пьедестал почёта: взяла бронзу в 100-метровом барьерном беге и получила серебро в эстафете 4 × 100 метров.
В 1987 году в беге на 60 метров с барьерами завоевала бронзовые награды на чемпионате Европы в помещении в Льевене и на чемпионате мира в помещении в Индианаполисе. На соревнованиях в греческом городе Драма установила мировой рекорд в беге на 100 метров с барьерами, который продержался более года. На Кубке Европы в Праге вместе с соотечественницами стала второй в эстафете 4 × 100 метров, установив при этом национальный рекорд — 42,31. На чемпионате мира в Риме одержала победу в барьерном беге на 100 метров и заняла четвёртое место в эстафете 4 × 100 метров.
В 1988 году показала четвёртый результат на чемпионате Европы в помещении в Будапеште. Благодаря череде успешных выступлений удостоилась права защищать честь страны на Олимпийских играх в Сеуле, но здесь уже на предварительном квалификационном этапе сошла с дистанции.
В 1989 году среди прочего выиграла серебряную медаль на чемпионате Балкан в Сере.
В 1990 году бежала 100 метров с барьерами на чемпионате Европы в Сплите, став в финале шестой.